# Bánffy-kastély (Válaszút)
A válaszúti Bánffy-kastély műemlék épület Romániában, Kolozs megyében. A romániai műemlékek jegyzékében a CJ-II-a-A-07742 sorszámon szerepel.

## Története
A kastély helyén korábban a Bánffy család udvarháza állt. Az építés időpontjára nézve nincs adat, de az Magyarország első katonai felmérése térképén már látható. Bánffy György főispán idején itt tartották Doboka vármegye gyűléseit és levéltárát 1792 és 1805 között. Az 1848–49-es forradalom és szabadságharc alatt az udvarház súlyosan megrongálódott, újjáépítésére 1859 előtt került sor Bánffy Albert megrendelésére. 1870-ben Bánffy Ádám (1847–1887) költözött az épületbe; 1875–1887 között ő végeztette a legjelentősebb átépítést; ekkor épült az emelet, és megújultak a kastély belső terei. A belső faragványokat és a berendezés egy részét maga Bánffy Ádám készítette.
1944 körül a kastélyt kirabolták, az ebédlőben lévő festményeket elpusztították. Az 1960-as évek végén kisegítő iskolát rendeztek be az épületben, amely 2007-ig működött. A Kolozs Megyei Tanács kulturális központot szándékozik kialakítani benne; a felújítási munkálatok 2021. májusban kezdődtek, és 2023 novemberében adták át a kész épületet.